# بطولة المغرب لكرة الماء
بطولة المغرب لكرة الماء هي بطولة كرة الماء للفرق المغربية. تأسّست سنة 1916، وتضم 16 ناديا مغربيا.

## التاريخ
عرف المغرب رياضة كرة الماء في بداية القرن العشرين، وكانت مفضلة حتى في صفوف المنتخب الوطني، حيث سبق له أن توج بطل شمال إفريقيا عدة مرات، منها 4 تتويجات متتالية، 1944، 1945، 1946، 1947.
تم إحداث البطولة المغربية لكرة الماء سنة 1916، أسستها ووجهتها الجامعة المغربية للأنشطة الرياضية إلى غاية إنشاء جمعية العصبة المغربية للسباحة سنة 1922.

## سجل الأبطال
| فريق                    | البطل | سنوات البطل |
| ----------------------- | ----- | --- |
| الوداد الرياضي          | 35    | 1957، 1958، 1959، 1960، 1969، 1970، 1971، 1972، 1973، 1974، 1975، 1976، 1977، 1978، 1979، 1980، 1981، 1982، 1983، 1984، 1991، 1992، 1993، 1994، 2002، 2003، 2007، 2008، 2011، 2014، 2015، 2018، 2019، 2024، 2025 |
| الراسينغ الرياضي        | 15    | 1930، 1931، 1933، 1935، 1936، 1937، 1938، 1939، 1941، 1944، 1945، 1946، 1947، 1948، 1950 |
| نادي نبتون وأمفوريكس    | 9     | 1924، 1925، 1926، 1927، 1929، 1930، 1932، 1934، 1940 |
| نادي الرجاء             | 6     | 1995، 1996، 1997، 1998، 1999، 2000 |
| النادي المكناسي للسباحة | 4     | 1951، 1952، 1953، 1954 |
| الاتحاد الرياضي السككين | 4     | 2016، 2017، 2022، 2023 |
| النادي الرباطي للسباحة  | 2     | 1928، 1943 |
| جامعة الراسينغ البيضاوي | 2     | 1942، 1949 |
| نادي الاتحاد الفاسي     | 2     | 1954، 1955 |